# Herb gminy Pacyna
Herb gminy Pacyna – jeden z symboli gminy Pacyna, ustanowiony 29 grudnia 2004.

## Wygląd i symbolika
Herb przedstawia na tarczy w polu błękitnym w centralnej jego części postać świętego Wawrzyńca, po lewej stronie środkowej części tarczy umieszczona jest srebrna rogacina, a po prawej stronie środkowej części tarczy umieszczone są trzy złote kłosy rozwinięte w wachlarz.